# Kalahari - atomtidens stenalderfolk
|  | Denne artikel er oprettet af botten Steenthbot ud fra en ekstern database. Den kan derfor have sproglige fejl eller mangler. Denne skabelon kan fjernes efter kontrol af indholdet. |

Kalahari - atomtidens stenalderfolk er en dansk dokumentarfilm fra 1958 instrueret af Jens Bjerre efter eget manuskript.

## Handling
Filmen viser buskmændene og de indfødte i den central-australske ørken [Kalahari ligger i det sydlige Afrika... - muligvis er der optagelser af buskmænd i både Kalahari og australske aboriginere i denne version].

Tekst fra flyer:
Lidt af det, De ser i denne enestående film:
- Stenaldermandens jagt med bue og pil og med træspyd
- Unge kvinder, der brændemærker sig selv for at få skønhedsar
- De nøgne skønheders eksotiske dans
- Buskmænd, der suger vand op fra ørkensandet i hule strå
- Børn, der må klare sig selv fra de er ganske små
- Åndemanerier og blodige ritualer[1]